# Równanie przewodnictwa cieplnego

Wykres zmian temperatury kwadratowej płyty, obliczony z równania ciepła. Wysokość i zaczerwienienie wykresu określają temperaturę w punktach płyty. Stan początkowy obejmuje równomiernie gorący obszar w kształcie kopyta (czerwony) otoczony równomiernie zimnym obszarem (żółty). W miarę upływu czasu ciepło rozprzestrzenia się w zimnym obszarze.

Numerycznie wyznaczona zmiana temperatury ciała.

Równanie przewodnictwa cieplnego – równanie różniczkowe cząstkowe, opisujące przepływ ciepła przy zadanym jego początkowym rozkładzie w ośrodku oraz przy określonych warunkach brzegowych. Równanie ma postać:
{\displaystyle {\begin{cases}{\frac {\partial }{\partial t}}u-\triangle _{x}u=0,&x\in \mathbb {R} ^{n},t\in \mathbb {R} _{+}\\u(x,0)=g(x),&g:\mathbb {R} ^{n}\to \mathbb {R} \end{cases}}}
gdzie {\displaystyle g(x)} – początkowy rozkład temperatury w przestrzeni, {\displaystyle u(x,t)} – szukana zależność rozkładu temperatury w przestrzeni w chwili czasu {\displaystyle t.}

## Rozwiązanie równania przewodnictwa
Poszukujemy rozwiązań w klasie regularności {\displaystyle u\in C^{2}(\mathbb {R} ^{n}\times [0,+\infty ))\cap C^{0}(\mathbb {R} ^{n}\times (0,+\infty )).}
Rozwiązaniem podstawowym równania przewodnictwa cieplnego jest:
{\displaystyle E(x,t)=(4\pi t)^{-n/2}\exp \left({\frac {-|x|^{2}}{4t}}\right).}
Można sprawdzić, że spełnia ono równania:
- {\displaystyle {}\,\int \limits _{\mathbb {R} ^{n}}{E(x,t)\mathrm {d} x}=1,}
- {\displaystyle E_{t}-\triangle _{x}E=0.}

Jeśli funkcja {\displaystyle g} jest ciągła i ograniczona to funkcja
{\displaystyle u(x,t)={\begin{cases}\int \limits _{\mathbb {R} ^{n}}{g(y)E(x-y,t)\mathrm {d} y},&t>0\\g(x),&t=0\end{cases}}}
jest rozwiązaniem równania przewodnictwa cieplnego, jest ograniczone i jest dodatkowo klasy {\displaystyle C^{\infty }(\mathbb {R} ^{n}\times (0,+\infty ))\cap C^{0}(\mathbb {R} ^{n}\times [0,+\infty )).}
Używając pojęcia splotu można napisać:
{\displaystyle u(x,t)=(g(\cdot )*E(\cdot ,t))(x).}

## Nieskończenie szybkie rozchodzenie się ciepła
Przypuśćmy, że {\displaystyle g} ma zwarty nośnik i na pewnej kuli B jest {\displaystyle g>0.} Wówczas
{\displaystyle u(x,t)=\int \limits _{\mathbb {R} ^{n}}{g(y)E(x-y,t)}\mathrm {d} y\geqslant 0}
dla każdego {\displaystyle x\in \mathbb {R} ^{n},t>0.} Zatem ciepło dochodzi w dowolnie małym czasie do każdego punktu przestrzeni, czyli rozchodzi się nieskończenie szybko. Tak oczywiście w rzeczywistości nie jest, dlatego też czasami używa się zaburzonego równania przewodnictwa cieplnego. Do równania wprowadza się wtedy parametr {\displaystyle \tau } będący czasem relaksacji, na podstawie którego można wyznaczyć prędkość propagacji fali cieplnej:
{\displaystyle v={\sqrt {\frac {D}{\tau }}},}
gdzie {\displaystyle D} to dyfuzyjność cieplna.
Wartość τ jest bardzo mała i wynosi np. 10−11 s dla aluminium, 10−6 s dla ciekłego helu. W przypadku ciekłego helu współczynnik dyfuzji wynosi 10 m²/s, stąd prędkość propagacji 3162 m/s, dlatego w praktyce obliczeniowej przyjmuje się czas relaksacji {\displaystyle \tau =0} s i co za tym idzie, nieskończoną prędkość propagacji.

## Zasada maksimum dla równania przewodnictwa ciepła
Niech {\displaystyle T>0} ustalony czas, oraz {\displaystyle u(x,t)} ograniczona funkcja, będąca rozwiązaniem równania przewodnictwa cieplnego. Oznaczmy {\displaystyle \Omega =\mathbb {R} ^{n}\times [0,T]} oraz {\displaystyle \Omega _{0}=\mathbb {R} ^{n}\times {0}.} Wówczas
- {\displaystyle \sup _{\Omega }{u(x,t)}=\sup _{\Omega _{0}}{u(x,0)},}
- {\displaystyle \inf _{\Omega }{u(x,t)}=\inf _{\Omega _{0}}{u(x,0)}.}

Zasadę maksimum można interpretować fizycznie następująco: w momencie {\displaystyle t=0} przyjmowana jest największa i najmniejsza wartość temperatury, potem temperatura będzie się stabilizować i „uśredniać”, zachowuje się zatem zgodnie z codziennym doświadczeniem.

## Wyprowadzenie równania przewodnictwa
Interpretujemy funkcję {\displaystyle u(x,t)} jako temperaturę w punkcie przestrzeni x w momencie t. Zakładamy, że ciepło {\displaystyle J(x,t)} ucieka z najcieplejszego do najzimniejszego miejsca, tj. w kierunku przeciwnym do gradientu temperatury.
{\displaystyle J(x,t)=-k\cdot \triangledown _{x}{u}.}
Ponadto zakładamy, że każdy obszar {\displaystyle V} ogrzewa się proporcojnalnie do ilości ciepła, która do niego wpłynęła:
{\displaystyle \int \limits _{V}{\frac {\partial u}{\partial t}}\mathrm {d} V=-\int \limits _{\partial V}{J\circ n}\mathrm {d} V}
A z twierdzenia Gaussa:
{\displaystyle \int \limits _{V}\operatorname {div} J\mathrm {d} V=\int \limits _{\partial V}{J\circ n}\mathrm {d} V,}
gdzie {\displaystyle J\circ n={\frac {\partial J}{\partial n}}} oznacza pochodną normalną funkcji. Zatem dostajemy:
{\displaystyle \int \limits _{V}\left({\frac {\partial u}{\partial t}}+\operatorname {div} {J}\right)\mathrm {d} V=0.}
Z dowolności {\displaystyle V} mamy:
{\displaystyle {\frac {\partial u}{\partial t}}+\operatorname {div} J=0,}
czyli:
{\displaystyle {\frac {\partial u}{\partial t}}-k\triangle _{x}{u}=0.}

## Poprawność zagadnienia
W ogólności, tzn. dla dowolnie wybranej funkcji {\displaystyle g,} zagadnienie nie jest dobrze postawione, gdyż rozwiązania nie są jednoznaczne. Jeden z przykładów został podany przez Tichonowa.
W klasie ograniczonych rozwiązań równania, tj. {\displaystyle u\in C^{2}(\mathbb {R} ^{n}\times (0,+\infty ))\cap C^{0}(\mathbb {R} ^{n}\times (0,+\infty )\cap L^{\infty }(\mathbb {R} ^{n}\times [0,+\infty ))} zagadnienie ma jednoznaczne rozwiązanie i jest dobrze postawione.